# جامعة تل أبيب

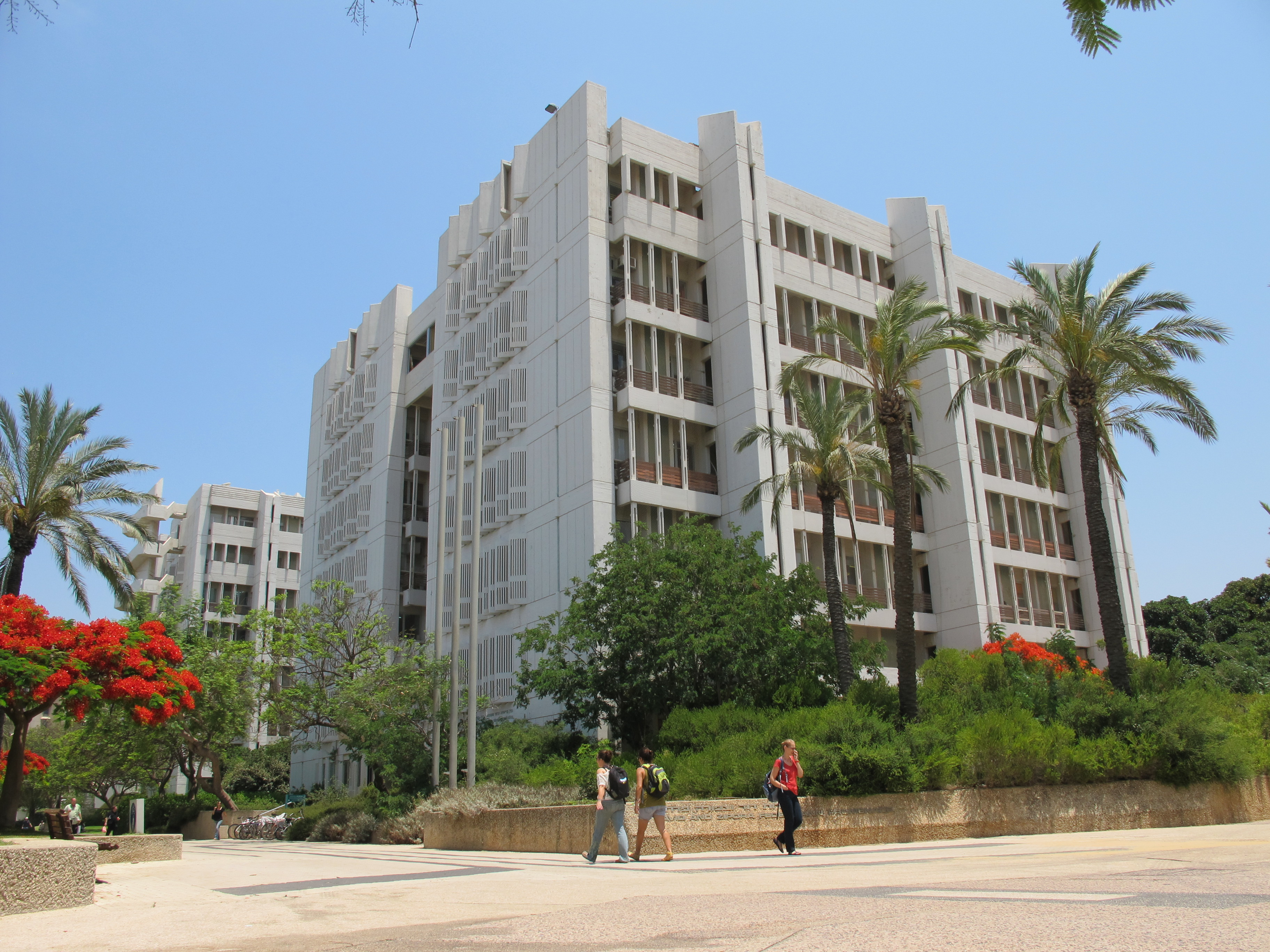
مبنى كلة العلوم الحياتية

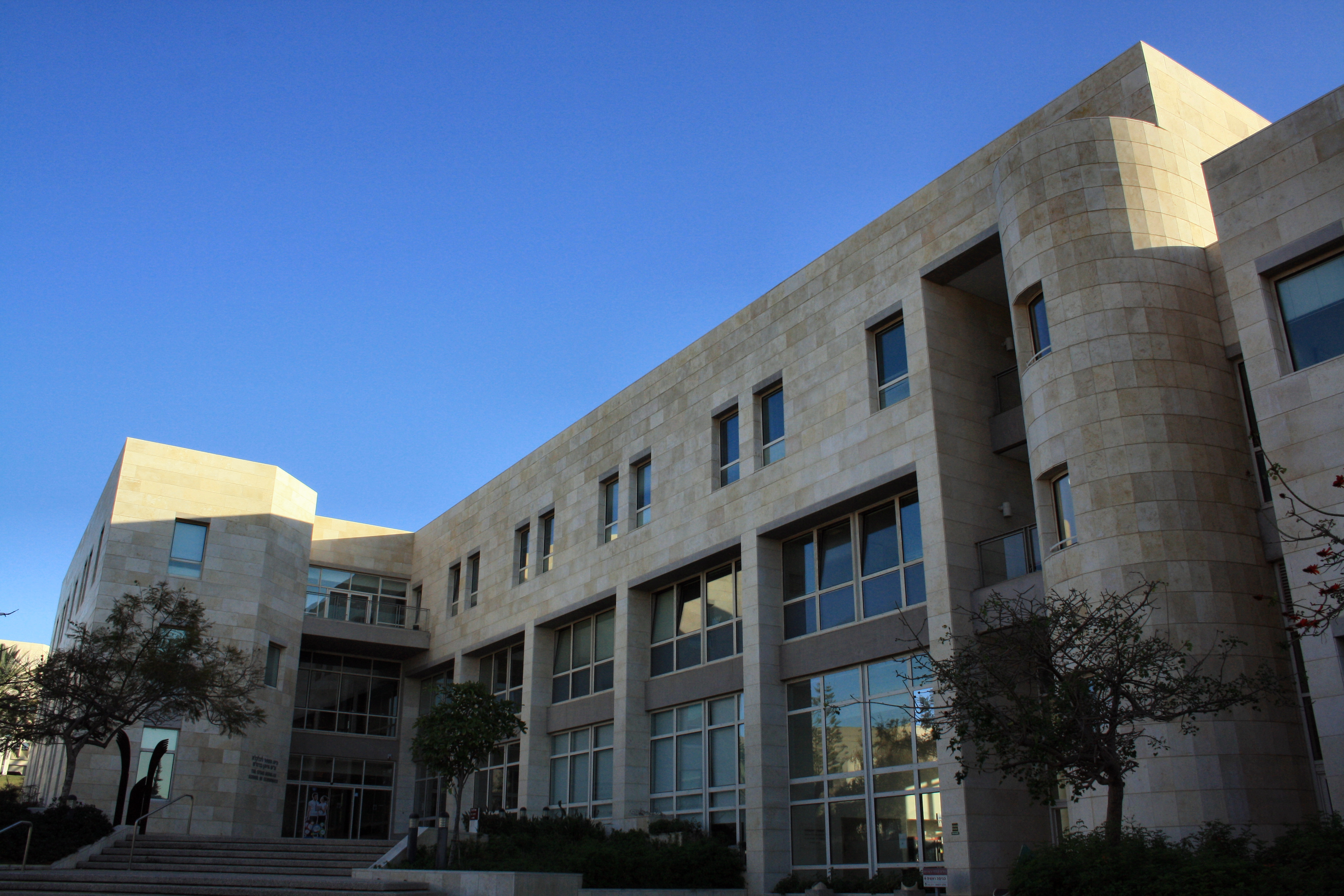
مبنى كلية الاقتصاد

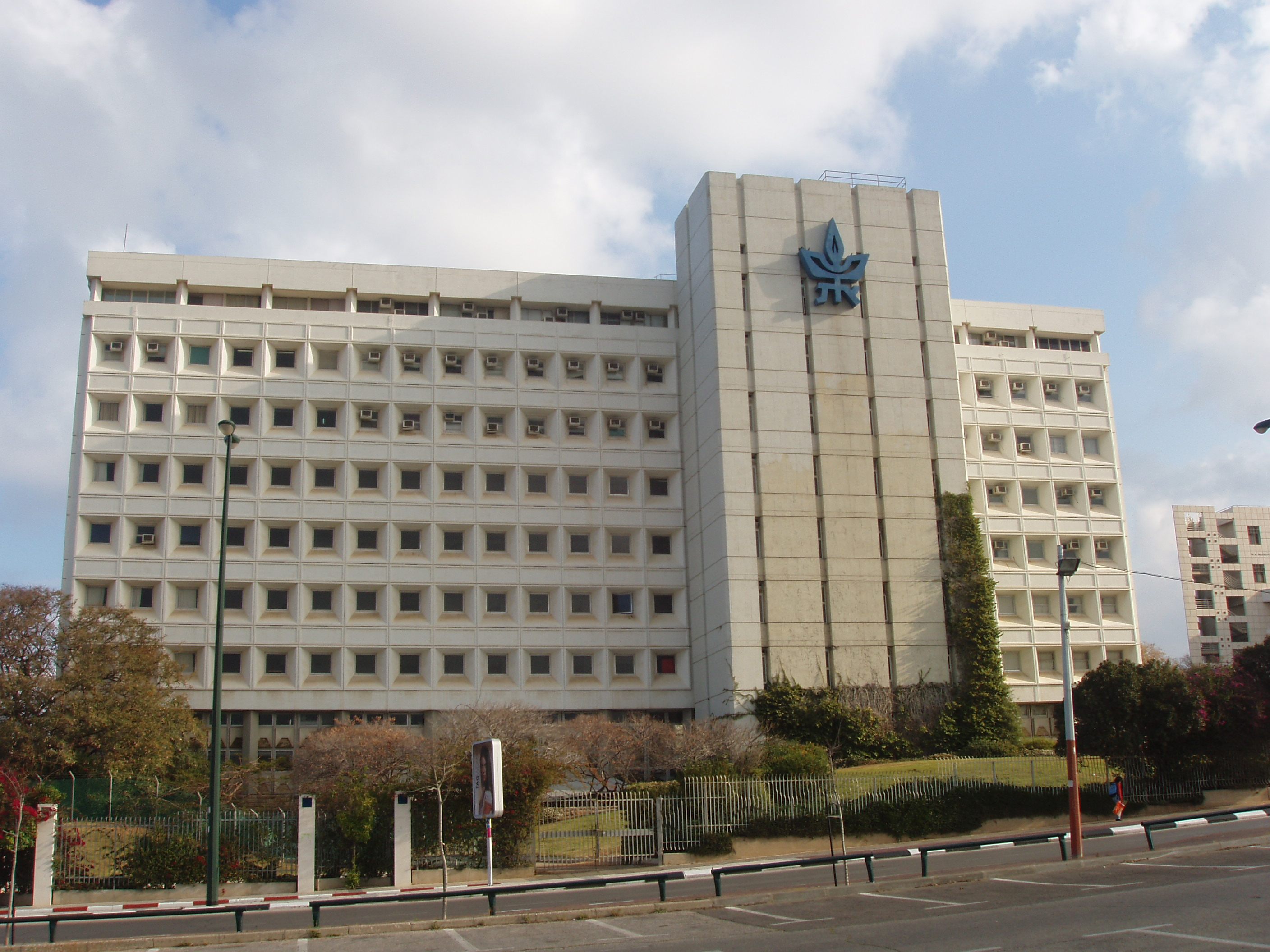
كلية العلوم الاجتماعية

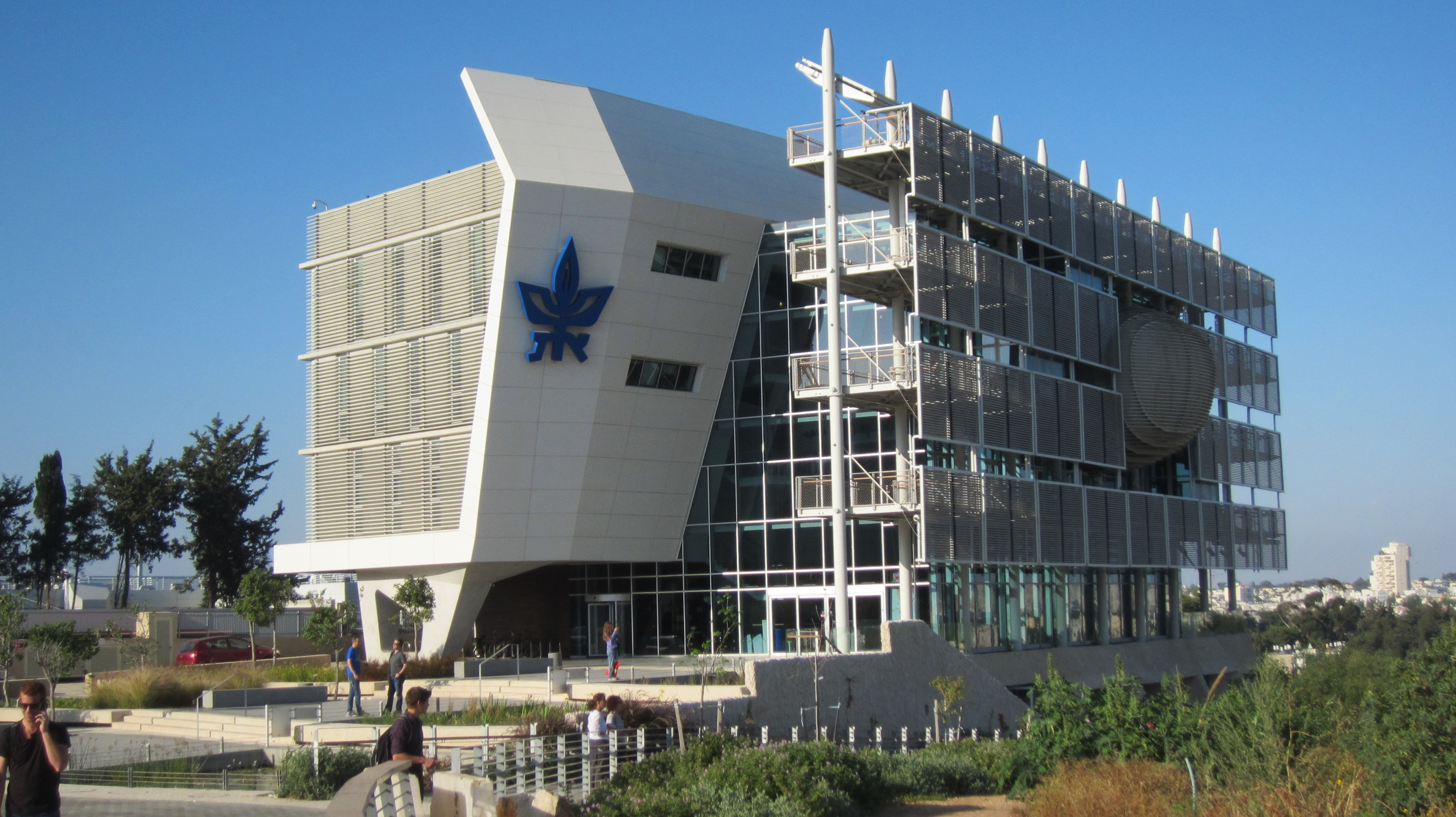
مبنى الدراسات البيئية

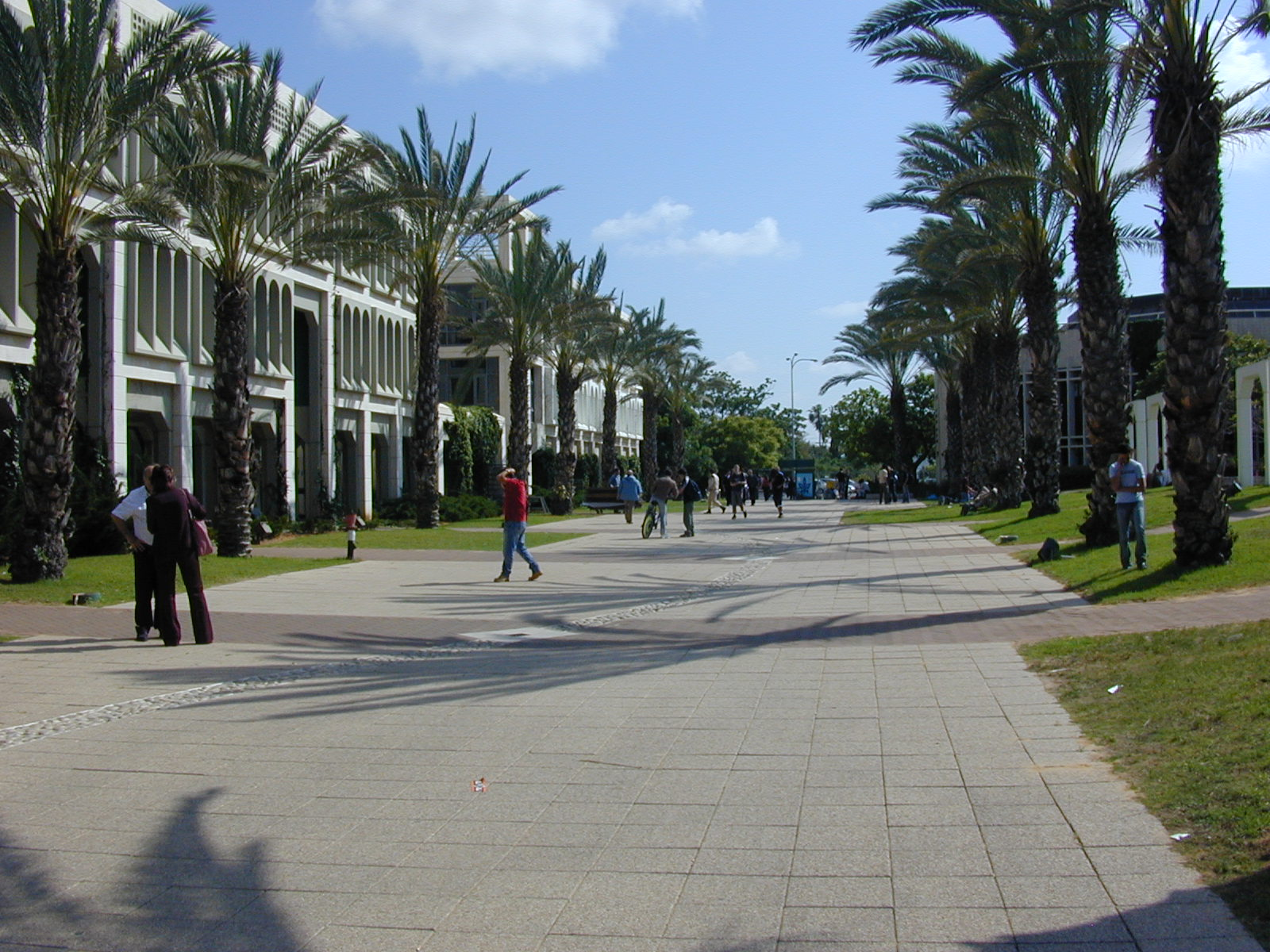
Leigh Engineering Faculty Boulevard

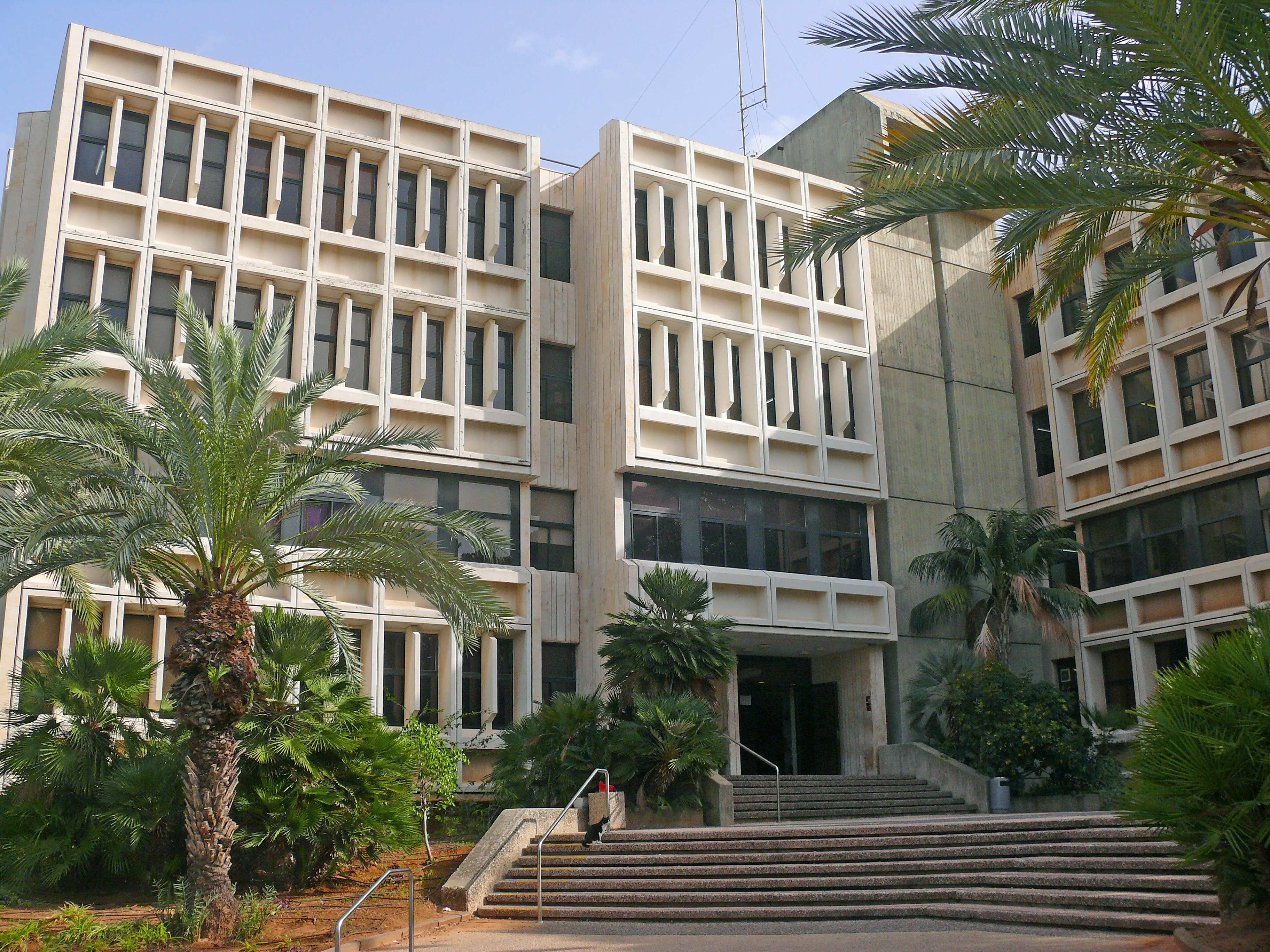
معهد فلاديمير شرايبر للرياضيات

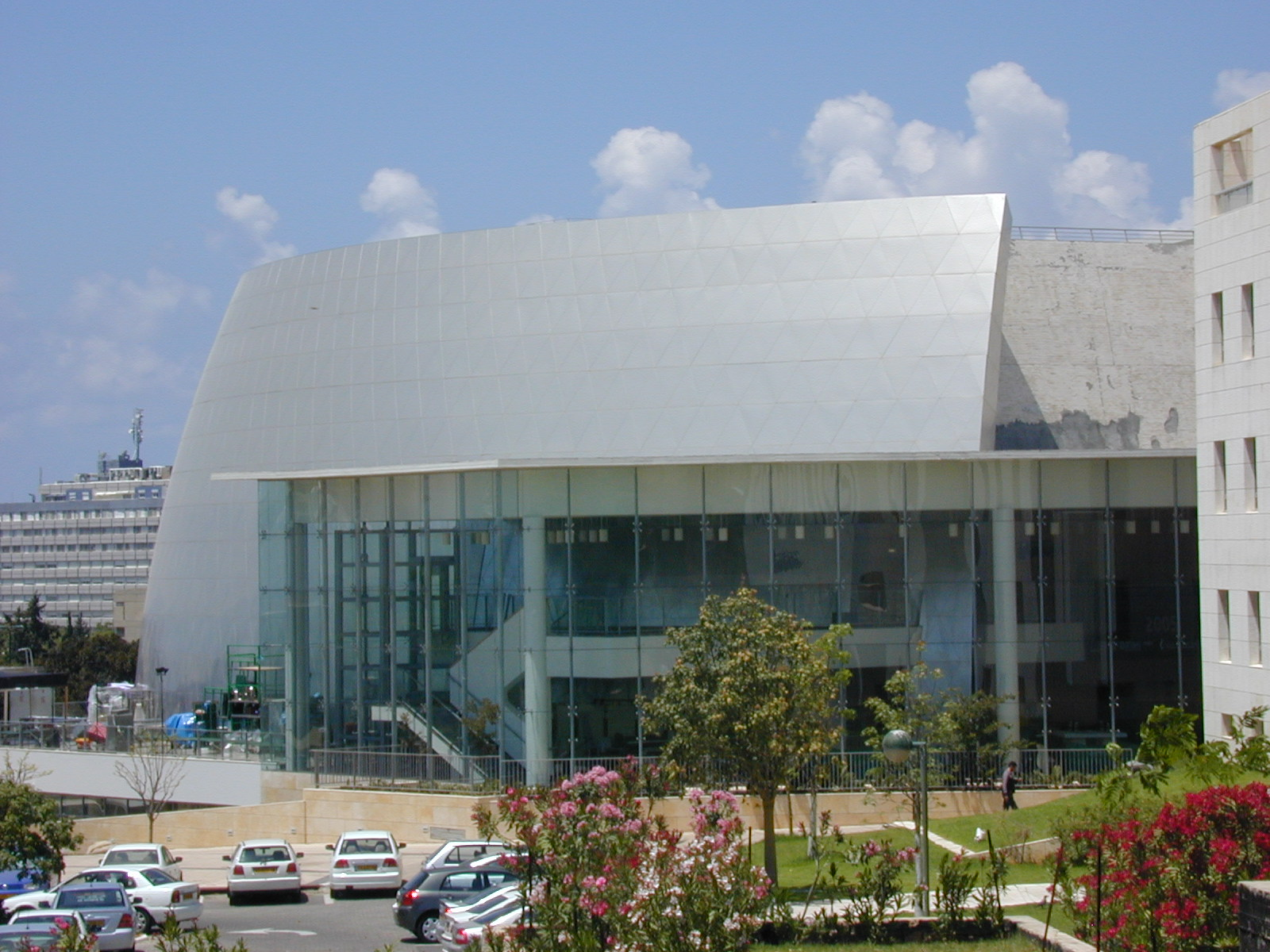
قاعة سمولارز

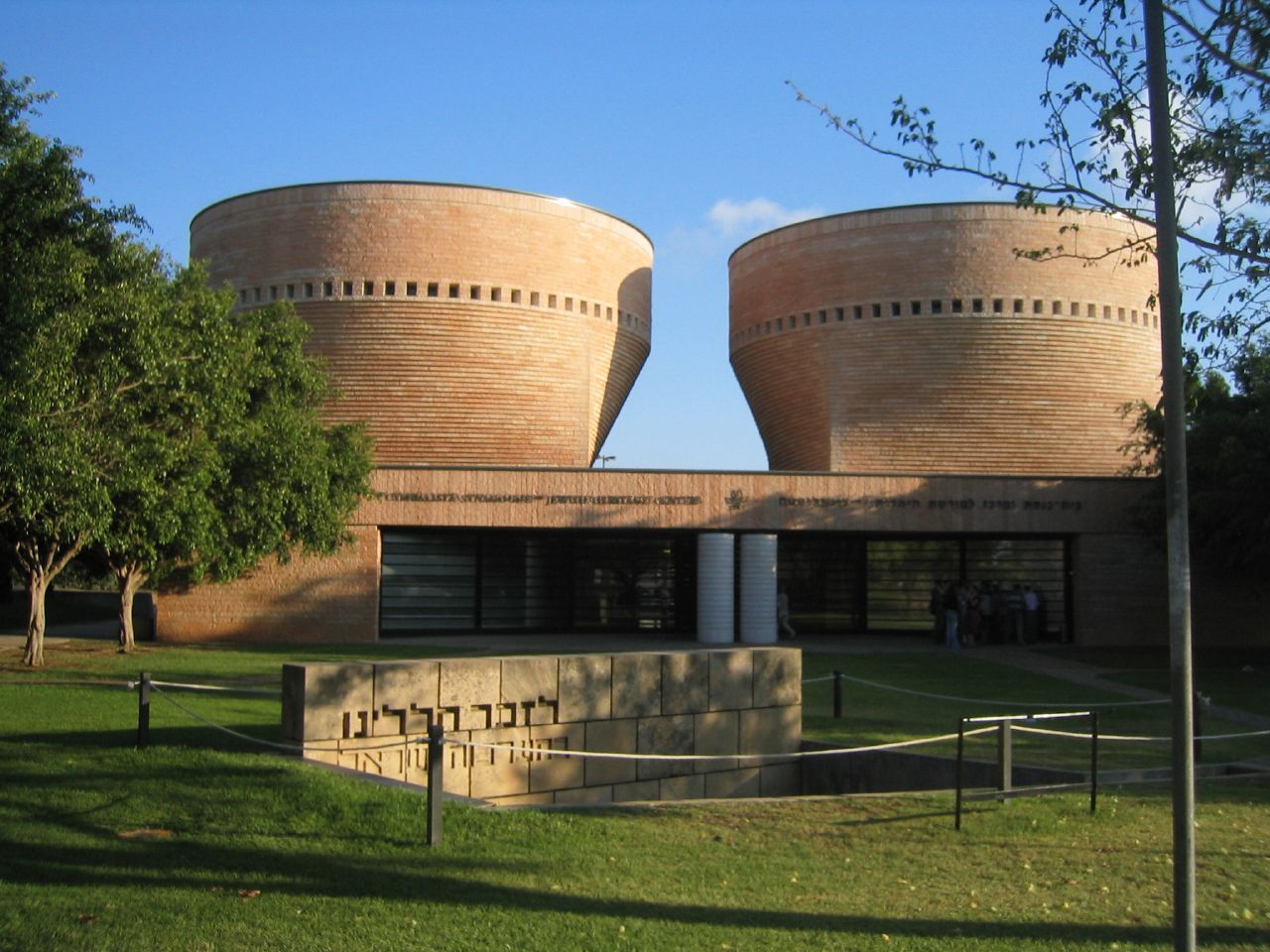
كنيس سيمباليستا ومركز التراث اليهودي

جامعة تل أبيب (بالعبرية: אוּנִיבֶרְסִיטַת תֵּל-אָבִיב) هي أكبر مؤسسة للأبحاث في إسرائيل. كما ويصفها البعض بأنها أكبر مؤسسة يهودية للأبحاث في العالم. يدرس فيها حوالي 30,000 طالب وبالتالي تعد جامعة تل ابيب أكبر جامعة في إسرائيل.
تأسست في 6 يونيو 1956، لكن مراحل بنائها وتطويرها امتدت على مدى أكثر من عقد. تضم الجامعة اليوم من ضمن كادرها باحثين وأساتذة على المستوى العالمي، حاز بعضهم على جوائز نوبل وجوائز مهمة أخرى. في عام 2011 احتلت الجامعة الترتيب العالمي 173 في تصنيف (تصنيف كيو إس للجامعات) (كيو أس QS).
اسم الطالب / محمد طارق قائد ثابت الهيصمي

## تاريخها
تعود أصول الجامعة إلى عام 1956، عندما تأسست ثلاثة معاهد بحثية: كلية تل أبيب للقانون والاقتصاد (تأسست عام 1935)، ومعهد العلوم الطبيعية (تأسس عام 1931)، والمعهد الأكاديمي للدراسات اليهودية (تأسس عام 1954) - انضمت معا لتشكل جامعة تل أبيب.
كانت الجامعة تديرها في البداية بلدية تل أبيب، ومنحت الادارة الذاتي في عام 1963، وكان جورج س. وايز أول رئيس لها، من ذلك العام حتى عام 1971.  تم إنشاء حرم الجامعة الذي يغطي مساحة 170-أكر (0.69 كـم2)، فوق قرية الشيخ مؤنس الفلسطينية المهجورة والمدمرة، في نفس العام.
وتحتفظ الجامعة أيضًا بالإشراف الأكاديمي على مركز التصميم التكنولوجي في حولون، والكلية الأكاديمية الجديدة في تل أبيب-يافا، وكلية أفيكا للهندسة في تل أبيب. يقع المرصد الحكيم في متسبيه رامون في صحراء النقب.

## الرؤساء الأوائل

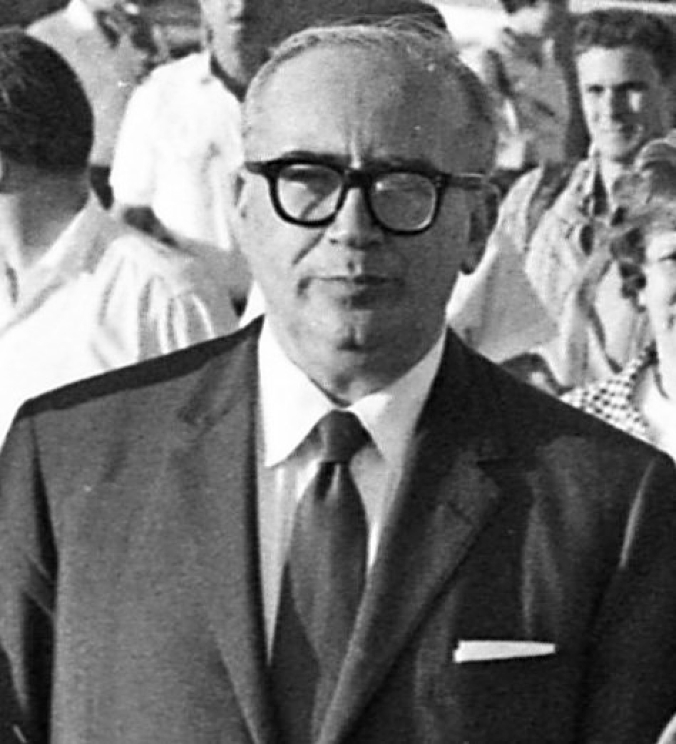
جورج وايز اول رئيس للجامعة

كان جورج س. وايز أول رئيس لها، تلاه في المنصب حسب الترتيب التاريخي:
- يوفال نيئمان من 1971 إلى 1977
- حاييم بن شاهار من 1977 إلى 1983
- موشيه مانيه من 1983 إلى 1991
- يورام دينشتاين من 1991 إلى 1999
- إيتامار رابينوفيتش من 1999 إلى 2006
- تسفي جليل من 2006 إلى 2009
- جوزيف كلافتر من 2009 إلى 2019
- أرييل بورات منذ 2019.[6]

## الكليات والمعاهد
تحوي الجامعة الكليات الآتية:
- كلية طب الأسنان
- كلية العلوم الدقيقة
- كلية الهندسة
- كلية علم الأحياء
- كلية الطب
- كلية العلوم الاجتماعية
- كلية الإدارة
- كلية الآداب(الإنسانيات)
- كلية الحقوق
- كلية الفنون

### المدارس
كما وتحوي أيضا المدارس الآتية:
- مدرسة العمل الاجتماعي
- مدرسة التربية
- مدرسة العلوم البيئية
- مدرسة الموسيقى
- مدرسة العمارة
- مدرسة التاريخ
- مدرسة العلوم التربوية
- مدرسة الفلسفة
- مدرسة العلوم اليهودية

### المعاهد
كما وتعمل في إطار الجامعة عدة معاهد تساهم في الإطار الأكاديمي، منها:
- معهد يافا للأبحاث الإستراتيجية
- معهد تامي شطاينمتس للسلام
- معهد كوهن لتاريخ وفلسفة العلوم  والأفكار
- معهد سوردلين للتاريخ والثقافة في أمريكا اللاتينية

## شخصيات بارزة

### الخريجون
- أرئيل شارون، رئيس وزراء.
- آفي ديختر، رئيس الشاباك السابق.
- يعقوب بيري، رئيس الشاباك السابق.
- أيليت شكد ، وزيرة العدل .
- عوفرا شتراوس، مديرة شركة مجموعة شترواس الشهيرة بإسرائيل .
- اسماء اغبارية
- نبيه القاسم

## يوم اللغة العربية
يوم اللغة العربية في جامعة تل أبيب، هو حدث سنوي يحتفل به لتعزيز وتعريف الطلاب باللغة العربية وثقافتها. يتضمن الحدث عروضا وفعاليات مختلفة مثل ورش العمل والمحاضرات والمعارض. بدأ الاحتفال بيوم اللغة العربية في سنة 1973
عام 2022 أقيم أكبر يوم دراسيّ في مجال الأدب واللغة والحضارة العربيّة في تاريخ جامعة تل أبيب والجامعات عامّة في دولة إسرائيل ، وجاء بعنوان "اللغة والحضارة العربيّة، ظواهر وتحدّيات"- مهرجان حضاريّ شامل  و مخصّص لزيادة الوعي الأدبيّ واللّغويّ في البلاد، وقد شارك فيه أكثر من 470 طالبًا وطالبة من 25 مدرسة من مختلف أنحاء البلاد. هذا اليوم الدراسيّ الذي جاء بمبادرة قسم الدّراسات العربيّة  والإسلاميّة في الجامعة بالتعاون مع قسم التسويق ولجنة التوجيه لدمج العرب في الجامعة.

## وصلات خارجية
- الموقع الرسمي لجامعة تل أبيب